# Konami's Golf
Konami's Golf es un videojuego de golf desarrollado por Konami y publicado, originalmente para MSX, en 1985.

## Versiones
En 1986 se lanzó una versión para Spectrum